# Frugerès-les-Mines
Frugerès-les-Mines is een gemeente in het Franse departement Haute-Loire (regio Auvergne-Rhône-Alpes) en telt 496 inwoners (2004). De plaats maakt deel uit van het arrondissement Brioude.

## Geografie
De oppervlakte van Frugerès-les-Mines bedraagt 1,1 km², de bevolkingsdichtheid is 450,9 inwoners per km².
De onderstaande kaart toont de ligging van Frugerès-les-Mines met de belangrijkste infrastructuur en aangrenzende gemeenten.

## Demografie
Onderstaande figuur toont het verloop van het inwonertal (bron: INSEE-tellingen).